# Ajane Sakura
Ajane Sakura (japonsky 佐倉 綾音, Sakura Ajane; * 29. leden 1994, Šibuja, Tokio) je japonská dabérka z Šizuoky. Spolupracuje s talentovou agenturou I'm Enterprise.

## Filmografie

### Anime seriály
2010
- Ókami-san to šičinin no nakamatači jako Futaba Širajuki (9. díl)[2]
- Ore no imóto ga konna ni kawaii wake ga nai jako Mikoto (5. díl)[2] a Kirara Hošino

2011
- Ano hi mita hana no namae o bokutači wa mada širanai. jako provadačka[3]
- Ben-tó jako studentka A[3]
- Jumekui Merry jako Merry Nightmare[2]
- Boku wa tomodači ga sukunai jako Sora/Jozora Mikazuki (mladá),[2] školačka a školačka A
- Jewelpet Sunshine jako Načči[3]
- Mahó šódžo Madoka Magika jako dívka a studentka[3]
- Ró kjú bu! jako Hidžiri Kuina[2]
- Sacred Seven jako Ajane[2]
- Sket Dance jako Reality Maji (8. díl)[2] a školačka
- Hóró musuko jako Isawa, Nagasawa[2] a studentka A

2012
- Bakuman. 3 jako Saeki[3]
- Campione! jako studentka A[3]
- Nogizaka Haruka no himicu: Finale jako studentka
- Čójaku hjakunin iššu: Uta koi jako Akiko Nakamija[3]
- Džoširaku jako Marii Buratei[2]
- Kokoro Connect jako Anzu Kirijama[2]
- Papa no iukoto o kikinasai! jako Luna Noir (díly 5 a 10)[2]
- Kidó senši Gundam AGE jako Remi Ruth[2]
- Muv-Luv Alternative: Total Eclipse jako Giselle Adjani[3]
- Kono naka ni hitori, imóto ga iru! jako Mijabi Kannagi[2]
- Pretty Rhythm: Dear My Future jako Ajami Óruri[2]
- Psycho-Pass jako Mika Šimocuki[3]
- Sakurasó no Pet na kanodžo jako studentka B[3]
- Tari Tari jako Nao Ise[3]

2013
- Kimi no iru mači jako Asuka Mišima[2]
- Aiura jako Mei Janase[3]
- Battle Spirits: Sword Eyes jako kluk, Konoha a Ragá[3]
- Kjókai no kanata jako Nase Hiroomi (mladý)[4]
- Gen'ei o kakeru taijó jako Fujuna Šinzaki[2]
- Boku wa tomodači ga sukunai: NEXT jako Sora/Jozora Mikazuki (mladá)
- High School DxD New jako Gasper Vladi[3]
- Infinite Stratos 2 jako Chloe Chronicle[3]
- Love Lab jako Juiko „Eno“ Enomoto[2]
- Love Live! jako Arisa Ajase
- Non non bijori jako Nacumi Košigaja[2]
- Ore no imóto ga konna ni kawaii wake ga nai jako Akimi Sakurai[3]
- Pretty Rhythm: Rainbow Live jako Rinne Ibara[2]
- Ró kjú bu! SS jako Hidžiri Kuina
- Učóten kazoku jako Kaisei Ebisugawa[2]
- Tokyo Ravens jako Suzuka Dairendži[2]
- Vividred Operation jako Akane ššiki[2]

2014
- Seirei cukai no Blade Dance jako Velsaria Fahrengart[3]
- Gokukoku no Brynhildr jako Chie[3]
- Seikoku no Dragonar jako Silvia Lautreamont[2]
- Mikakunin de šinkókei jako Nadešiko Kašima[2]
- Girlfriend (Kari) jako Kazuha Kumada[3]
- Himegoto jako Micunaga Oda[3]
- Gočúmon wa usagi desu ka? jako Kokoa Hotó[2][5][6]
- Sidonia no kiši jako Mozuku Kunato,[2] sestřička, hlasatelka a letecká dispečerka
- Love Live! 2 jako Arisa Ajase
- Gekkan šódžo Nozaki-kun jako Asuka[3]
- Psycho-Pass 2 jako Mika Šimocuki
- selector infected WIXOSS jako Juzuki Kurebajaši[2][7]
- Terra Formars jako Eva Frost[2]
- Trinity Seven jako Levi Kazama[2]
- Šigacu wa kimi no uso jako Cubaki Sawabe[2]
- Z/X: Ignition jako Type II[3]

2015
- Aquarion Logos jako Maia Cukigane[2]
- Hidan no Aria jako Akari Mamija[3]
- Battle Spirits: Burning Soul jako Munenori Hiiragi[3]
- Charlotte jako Nao Tomori[2]
- High School DxD BorN jako Gasper Vladi[8]
- Gočúmon wa usagi desu ka? jako Kokoa Hotó[6]
- Danna ga nani wo itteiru ka wakaranai ken jako Akiko Tošiura[3]
- Sidonia no kiši: Daikjú wakusei sen’eki jako Mozuku Kunato[3]
- Kantai Collection jako Nagato, Mucu, Sendai, Džincú, Naka, Kuma, Tama a Šimakaze
- Military! jako podporučík Haruka[3]
- Jahari ore no seišun rabukome wa mačigatteiru. Zoku jako Iroha Iššiki[2]
- Nisekoi jako Haru Onodera[2][9]
- Non non bijori: Repeat jako Nacumi Košigaja
- Overlord jako Solution Epsilon[3]
- Sore ga seijú! jako Sajo-čan[3]
- Show by Rock!! jako Moa[2]
- Denpa kjóši jako Sačiko Tanaka/Kisaki Tendžóin[2]
- Džúó mudžin no Fafnir jako Tear Lightning[2]
- Utawarerumono: Mask of Deception jako Ururu a Saraana[3]
- Seiken cukai no World Break jako Katya Eschvna Honda[3]

2016
- Ange Vierge jako Eins Exaura[3]
- Battle Spirits: Double Drive jako Kiki Beresia[3]
- Concrete Revolutio: Čódžin gensó – The Last Song jako Debiro[3]
- Days jako Sajuri Tačibana[3]
- Flying Witch jako Kenny[10]
- Gate: Džieitai kano či nite, kaku tatakaeri 2 jako Giselle[11]
- Girlish Number jako Maimai-čan[3]
- lostorage incited WIXOSS jako Juzuki Kurebajaši
- Mahó šódžo ikusei keikaku jako La Pucelle/Sóta Kišibe[3]
- My Hero Academia jako Očako Uraraka/Reiko Janagi[12]
- Occultic;Nine jako Rjóka Narusawa[3]
- Orange jako Rio Ueda[13]
- Ragnastrike Angels jako Nagisa Nanami[14]
- RS Keikaku -Rebirth Storage- jako Kaori Šimizu[3]
- Regalia: The Three Sacred Stars jako Rena Asteria[3]
- Šónen Ašibe: Go! Go! Goma-čan jako Juma-kun, Sugaova matka, Anzai-sensei[3]
- Show by Rock!! Short!! jako Moa[3]
- Show by Rock!!# jako Moa
- Kono bidžucubu ni wa mondai ga aru! jako Magical Ribbon[15]
- ViVid Strike! jako Jill Stola[16]

2017
- Atom: The Beginning jako Očanomizu Ran[3]
- Battle Girl High School jako Subaru Wakaba[17]
- Chain Chronicle: Haecceitas no hikari jako Phoena[18]
- Doraemon jako Titi (2017; speciál)[19]
- Hóseki no kuni jako Bort[20]
- My Hero Academia 2 jako Očako Uraraka
- Džúni taisen jako Niwatori[21]
- Seiren jako Hikari Cuneki[22]
- Curezure Children jako Rjóko Kadži
- Ballroom e jókoso jako Šizuku Hanaoka[3]

2018
- Alice or Alice jako Rise[23]
- BanG Dream! Girls Band Party! Pico jako Ran Mitake[24]
- Kišuku gakkó no Juliet jako Hasuki Komai[25]
- Šinkansen henkei robo Šinkalion: The Animation jako Hajato Hatasugi[26]
- Darling in the Franxx jako Nine Delta
- High School DxD Hero jako Gasper Vladi
- Lostorage conflated WIXOSS jako Juzuki Kurebajaši
- Hangjaku-sei Million Arthur jako zlodějka Arthur (10. díl)
- Sunohara-só no kanrinin-san jako Nana Sunohara[27]
- Rámen daisuki Koizumi-san jako Jú Ósawa[28]
- My Hero Academia 3 jako Očako Uraraka[29]
- Overlord II jako Solution Epsilon[30]
- Overlord III jako Solution Epsilon[30]
- Radiant jako Lieselotte
- Rjú'ó no ošigoto! jako Ai Jašadžin[31]
- Tokyo Ghoul:re jako Saiko Jonebajaši[32]

2019
- Daija no Ace: Act II jako Jošikawa Haruno
- Šómecu toši jako Suzuna
- Assassins Pride jako Nerva Martillo[33]
- BanG Dream! 2 jako Ran Mitake
- Carole & Tuesday jako Cybelle[34]
- Kono oto tomare! jako Kazusa Ótori
- My Hero Academia 4 jako Očako Uraraka
- Psycho-Pass 3 jako Mika Šimocuki[35]
- Sewajaki kicune no Senko-san jako Jasuko Koendži[36]
- Gotóbun no hanajome jako Jocuba Nakano[37]

2020
- Šingeki no kjodžin: The Final Season jako Gabi Braun[38]
- BanG Dream! 3 jako Ran Mitake
- BanG Dream! Girls Band Party! Pico ~Ómori~ jako Ran Mitake[24]
- Black Clover jako Secre Swallowtail[39]
- Draci v oblacích jako Katja[40]
- Is the Order a Rabbit? BLOOM jako Kokoa Hotó[6]
- Kakušigoto jako Ami Kakei[41]
- Lapis Re:Lights jako Juzuriha[42]
- Magia Record: Mahó šódžo Madoka Magika gaiden jako Felicia Micuki[43]
- Jahari ore no seišun rabukome wa mačigatteiru. Kan jako Iroha Iššiki[44]
- Šin Sakura taisen the Animation jako Sakura Amamija[45]
- Maó-džó de ojasumi jako Aladdif[46]
- Kami-sama ni natta hi jako Hina Sató[47]
- The God of High School jako Park Seung-ah
- Učitama?! Uči no Tama širimasen ka? jako Emi Hanasaki[48]

2021
- Azur Lane: Bisoku zenšin! jako Prinz Eugen[49]
- Bakuten!! jako Asawo Kurikoma[50]
- Kanodžo mo kanodžo jako Saki Saki[51]
- Magia Record: Mahó šódžo Madoka Magika gaiden 2 jako Felicia Micuki[52]
- Mieruko-čan jako Juria Niguredó[53]
- Non non bijori: Nonstop jako Nacumi Košigaja[54]
- Osanadžimi ga zettai ni makenai Love Comedy jako Širokusa Kači[55]
- Gotóbun no hanajome 2 jako Jocuba Nakano
- Shadows House jako Louise/Lou[56]
- Show by Rock!! Stars!! jako Moa[57]
- Cuki ga mičibiku isekai dóčú jako Tomoe[58]

2022
- Heroine Tarumono! jako Juri Hattori[59]
- Koi wa sekai seifuku no ato de jako Anna Hódžó[60]

### ONA
2014
- Bonjour: Koiadži Pâtisserie jako Ran Močizuki[61]
- Šinra banšó Choco jako Arcana[62]
- Bišódžo senši Sailor Moon Crystal jako Mii

2015
- Overlord: Pure Pure Pleiades jako Solution Epsilon
- Džakusan-sei Million Arthur jako zlodějka Arthur[63]

2019
- Mugen no džúnin: Immortal jako Rin Asano[64]
- Levius jako Natalia Garnet[65]

2021
- Vlad Love jako Micugu Bamba[66]

### OVA
2014
- Chain Chronicle: Short Animation jako Phoena

2018
- Asagao to Kase-san. jako Tomoka Kase[67]